# Atractodes fatuus
Atractodes fatuus là một loài tò vò trong họ Ichneumonidae.